# Kulskäggsnäcka
Kulskäggsnäcka (Trochulus plebeius) är en snäckart som först beskrevs av Draparnaud 1805.  Kulskäggsnäcka ingår i släktet Trochulus, och familjen hedsnäckor. IUCN kategoriserar arten globalt som otillräckligt studerad. Arten har ej påträffats i Sverige.